# Honda Avancier
Honda Avancier – samochód osobowy klasy średniej produkowany przez koncern Honda w latach 1999 - 2004, sprzedawany wyłącznie na rynku japońskim.

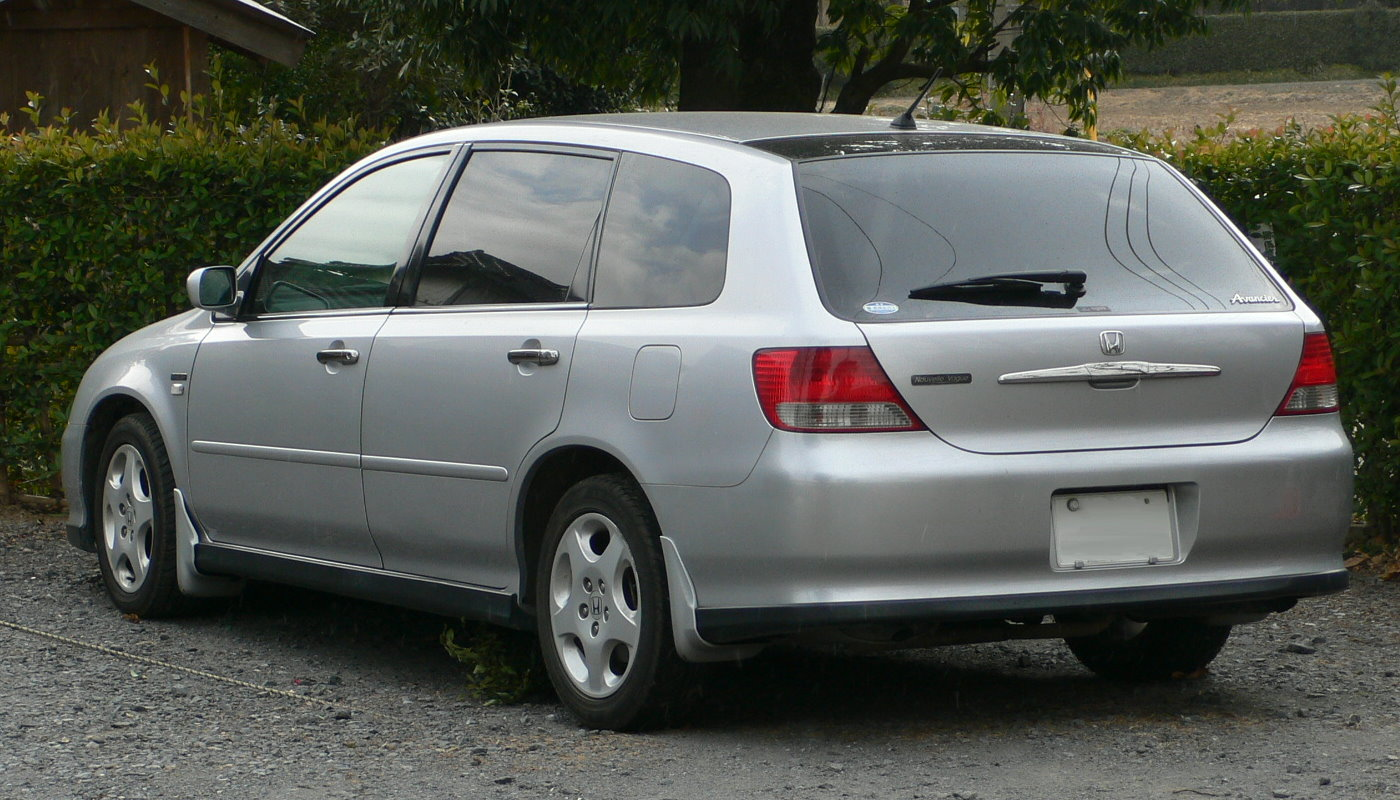
Tył Hondy Avancier